# Kålsugare
Kålsugare (Eurydema ornata) är en insektsart som först beskrevs av Carl von Linné 1758.  Kålsugare ingår i släktet Eurydema, och familjen bärfisar. Arten är reproducerande i Sverige.

## Bildgalleri

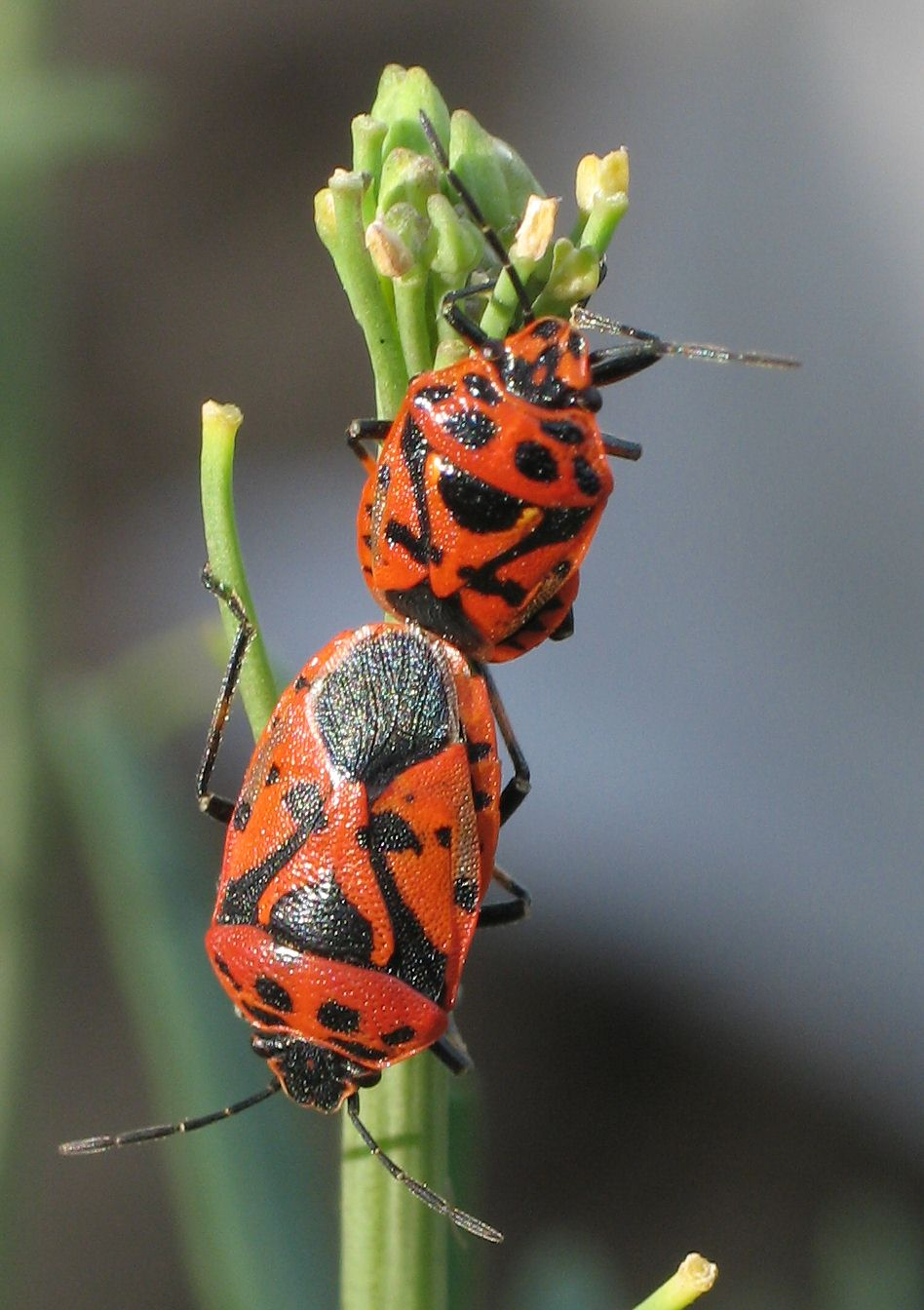
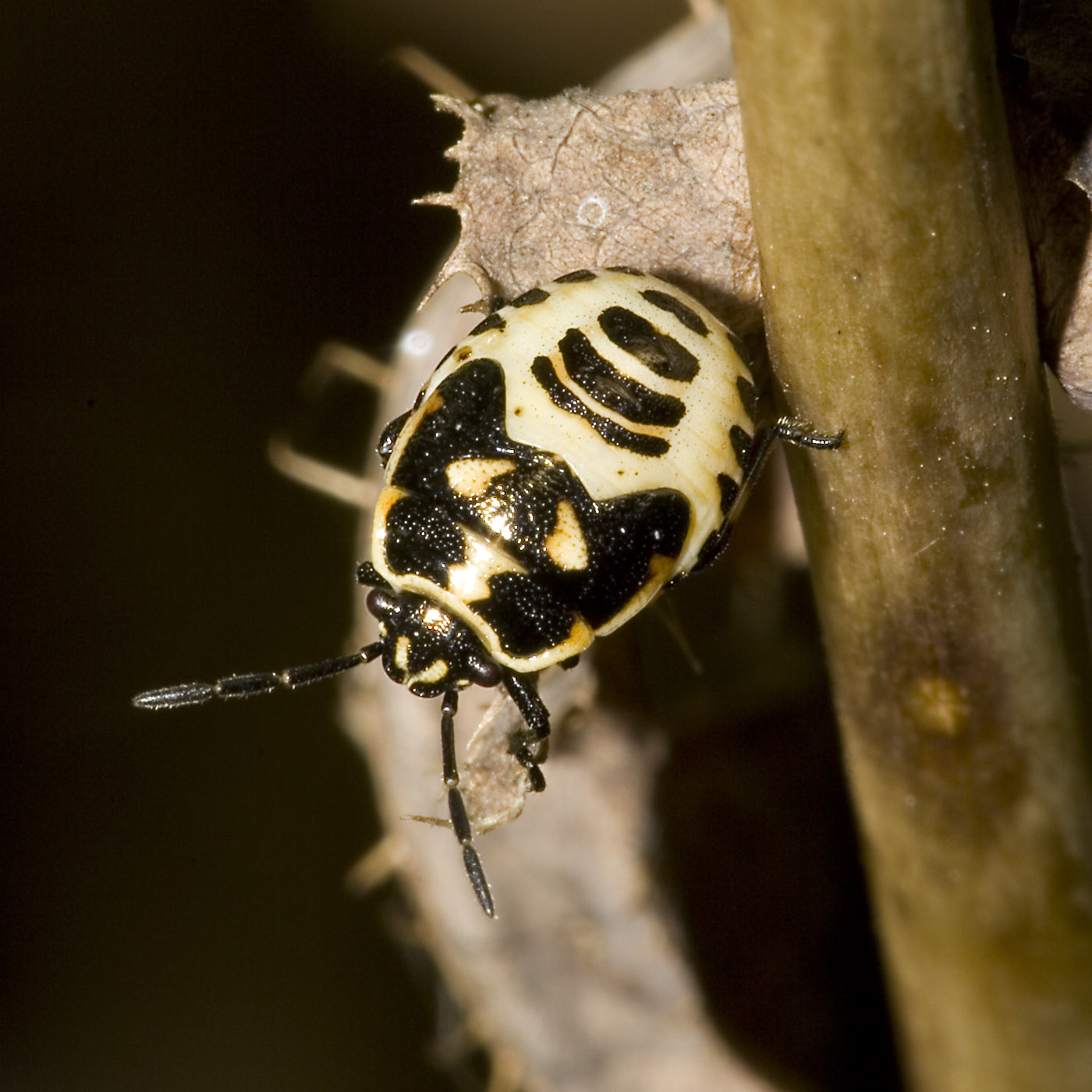
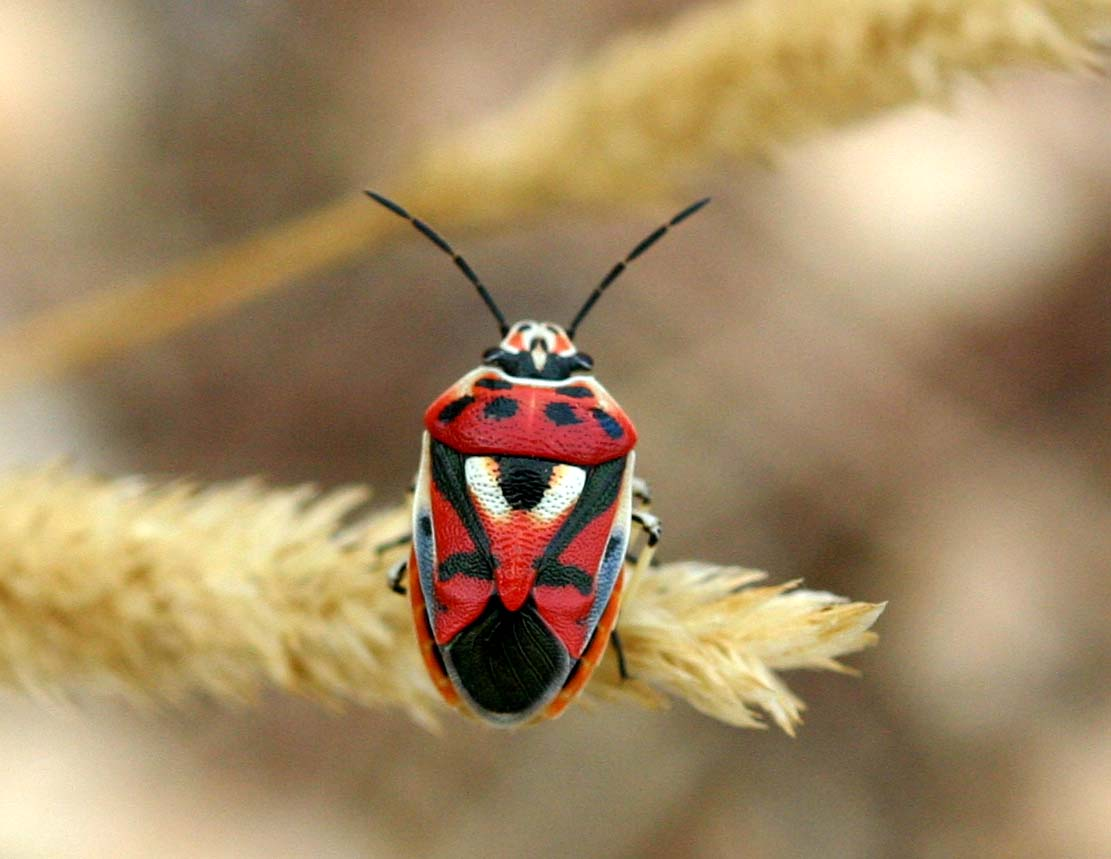